# 拉蒂勒 (意大利)
拉蒂勒（法語：La Thuile，法語發音：[la tɥil]）是意大利瓦莱达奥斯塔大区的一个市镇。总面积125平方公里，人口776人，人口密度6.2人/平方公里（2009年）。ISTAT代码为007041。